# Jón Páll Pálmason
Jón Páll Pálmason (Hafnarfjörður, 1982) è un allenatore di calcio islandese.

## Carriera

### Allenatore
Dopo aver allenato nelle giovanili dello FH Hafnarfjörður, nel 2010 ha guidato la prima squadra dell'Höttur, compagine militante in 2. deild karla. Dal 2011 al 2012 ha allenato la sezione femminile del Fylkir.
In vista della Toppserien 2014, Pálmason è stato scelto come allenatore del Klepp, compagine norvegese militante nella massima divisione del campionato femminile locale. Nonostante avesse un contratto valido fino al termine del campionato 2018, a luglio 2016 ha annunciato le proprie dimissioni al termine della Toppserien in corso.
A novembre 2016, Pálmason è stato scelto come nuovo allenatore dello Stord, squadra norvegese di calcio maschile: si è legato al nuovo club con un accordo biennale, con opzione per un terzo anno, valido a partire dal 1º gennaio 2017.